# Foglár-csatorna
A Foglár nevű csatorna  Misefa községnél ered, Zala vármegye északi részén. A falu központjától lehet csatornának nevezni, mert előtte Geszteréti-pataknak hívják. A 17. hosszúsági körnél van egy zsilip, innen csatorna a patak. A csatorna a Principális-völgyben fut északi irányba. Misefánál ered a völgy másik csatornája is, az 57,5 km hosszú Principális-csatorna. A Foglár vízhozama 0,25 m³/s. A csatorna útja végén Zalaistvándnál folyik a Zala folyóba.